# Multitasking

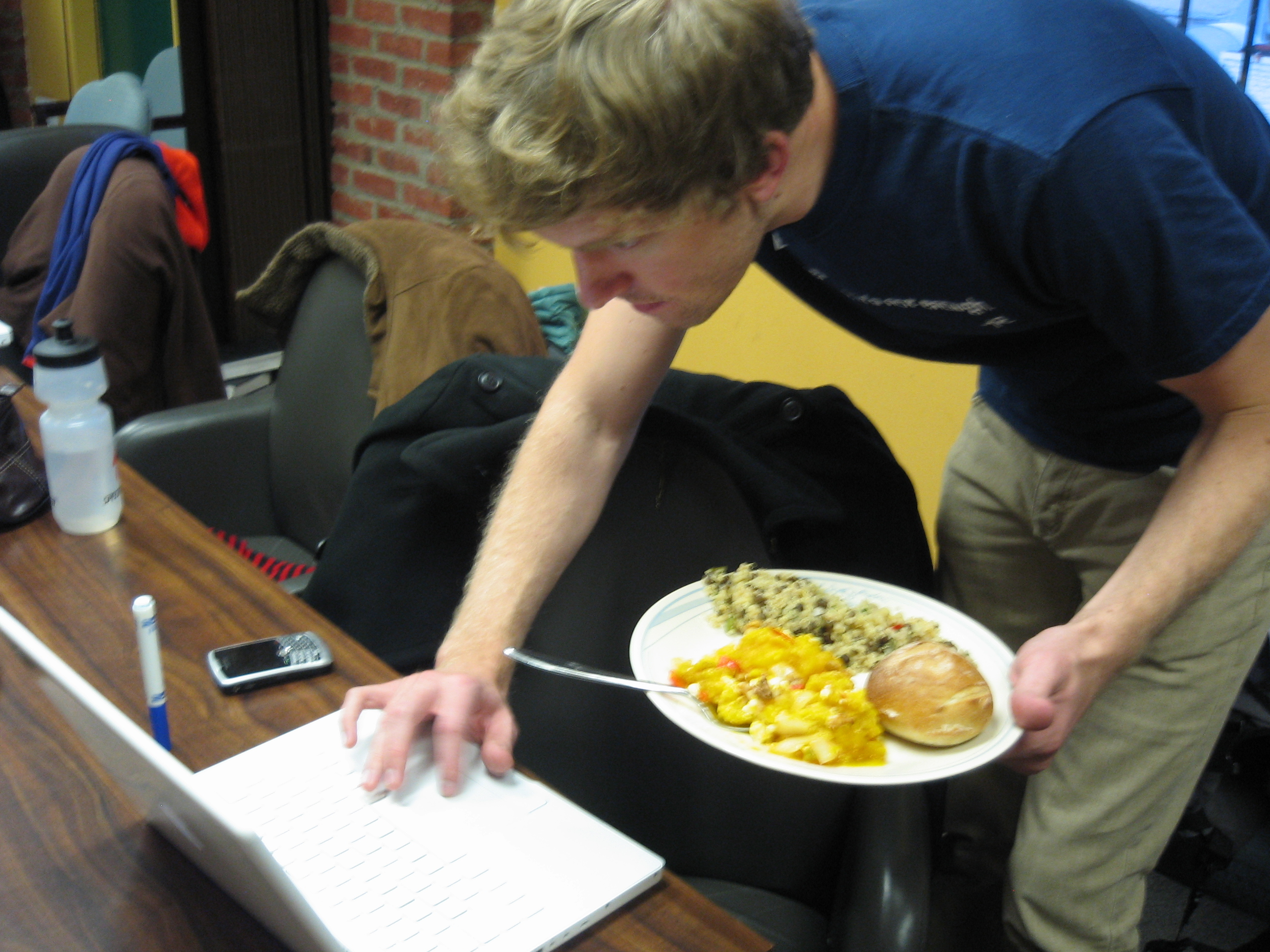
Un ejemplo de multitarea es comer mientras, simultáneamente, se realiza otro tipo de actividad.

El concepto multitask o multitarea  se origina en el campo de la informática, y denota la instancia en la que la unidad central de procesamiento (CPU) ejecuta dos procesos distintos de manera independiente.Sin embargo, desde una perspectiva neuropsicológica, se puede resumir la noción de multitarea como la ejecución de múltiples actividades en varias modalidades, realizadas de forma secuencial con una sucesión rápida o de forma simultánea, logrando así resultados favorables en el mínimo tiempo posible.

## Etimología
La designación «multitarea» se introdujo por primera vez en la década de 1960 para delinear la capacidad de las computadoras para ejecutar múltiples tareas simultáneamente. Sin embargo, en el contexto de la función cognitiva humana, las investigaciones empíricas han demostrado que el cerebro humano es incapaz de participar de manera eficaz y exhaustiva en la ejecución simultánea de varias tareas complejas, ni siquiera de mantener niveles equivalentes de atención en todas ellas.
En los entornos profesionales, este enfoque de trabajo en particular se utiliza ampliamente y está arraigado en la mayoría de las organizaciones, a pesar de sus evidentes inconvenientes. Preparar un informe importante y, al mismo tiempo, responder a una llamada telefónica y prepararse para una reunión con los supervisores en tan solo 15 minutos son situaciones con las que las personas se encuentran con frecuencia en sus experiencias cotidianas.

## Investigación
Desde la década de 1960 los psicólogos han realizado experimentos sobre la naturaleza y los límites de la multitarea humana. El experimento más simple diseñado para investigar a las personas multitareas fue llamado: el efecto psicológico del periodo refractario. En este experimento se les pedía a las personas que hicieran dos diferentes actividades al mismo tiempo. Un hallazgo extremadamente general es una desaceleración de las respuestas al segundo estímulo.
Los investigadores han sugerido por mucho tiempo que parece haber un embotellamiento que impide que el cerebro trabaje en ciertos aspectos clave de ambas tareas al mismo tiempo (ej. Gladstones, Regan y Lee (1989), Pashler (1994)). Muchos investigadores creen que la función cognitiva genera en el sujeto un embotellamiento en la planificación de sus acciones y en la recuperación de la información de la memoria.
El psiquiatra Edward M. Hallowell ha llegado al punto de describir la multitarea como una «actividad mítica en la que las personas creen que pueden realizar dos o más tareas a la vez con la misma eficacia». Por otra parte, existe buena evidencia de que las personas puede monitorear muchos flujos perceptivos y realizar funciones perceptivas y motoras al mismo tiempo.
Otros han investigado la multitarea en dominios específicos, como el aprendizaje. Mayer y Moreno estudiaron el fenómeno de la carga cognitiva en el aprendizaje multimedia y concluyeron que no sólo es difícil, si no imposible, aprender nueva información mientras se realiza una multitarea. Junco y Cotten examinaron cómo la multitarea afecta el éxito académico y encontraron que los estudiantes que participaron en altos niveles de multitarea obtuvieron problemas significativos con su desempeño académico. Un estudio más reciente sobre los efectos de la multitarea en el rendimiento académico encontró que el uso de Facebook y los mensajes de texto mientras estudiaban se relacionaba negativamente con las calificaciones de los estudiantes, mientras que la búsqueda en línea y el envío de correos electrónicos no lo eran.
Continuando con el ámbito académico, en 2009 el estudio realizado por los investigadores Fox, Rosen y Crawford, se dividió a los participantes en dos grupos: un grupo leyó un texto mientras enviaba mensajes instantáneos simultáneamente con un compañero, mientras que el otro grupo se enfocó únicamente en la lectura del texto. Los resultados indicaron que los participantes que realizaban múltiples tareas tardaron más en completar la lectura, pero su rendimiento en una prueba de comprensión posterior no difirió del grupo enfocado, lo que sugiere que el tiempo extra empleado compensó las interrupciones causadas por el envío de mensajes instantáneos. Este hallazgo destaca que cuando existe tiempo limitado para concluir las tareas, el desempeño resulta deficiente; concluyendo que el multitasking implica distracción en una de las tareas.

## El papel del cerebro
Debido a que el cerebro no puede concentrarse completamente cuando realiza tareas múltiples, las personas tardan más en completar las tareas y están predispuestas a cometer errores. Cuando las personas intentan completar muchas tareas a la vez, «o se alternan rápidamente entre ellas, los errores aumentan, y lleva mucho más tiempo, a menudo el doble de tiempo o más que si se realizaran de forma secuencial», afirma Meyer. Esto se debe en gran parte a que «el cerebro está obligado a reiniciarse y volver a enfocarse». Un estudio realizado por Meyer y David Kieras encontró que, mientras tanto, entre cada intercambio, el cerebro no progresa en absoluto. Por lo tanto, las personas que realizan múltiples tareas no solo realizan cada tarea de forma menos adecuada, sino que también pierden tiempo en el proceso.
Según un estudio realizado por Jordan Grafman, jefe de la sección de neurociencia cognitiva en el Instituto Nacional de Trastornos Neurológicos y Accidentes Cerebrovasculares, «la parte más anterior del cerebro le permite a una persona dejar algo cuando está incompleto y regresar a la en el mismo lugar y continúe desde allí », mientras que el Área 10 de Brodmann, una parte de los lóbulos frontales del cerebro, es importante para establecer y alcanzar objetivos a largo plazo. Centrarse en múltiples tareas diferentes a la vez obliga al cerebro a procesar toda la actividad en su parte anterior. Aunque el cerebro es complejo y puede realizar una gran variedad de tareas, no puede realizar bien múltiples tareas.
Otro estudio realizado por René Marois, psicólogo de la Universidad de Vanderbilt, descubrió que el cerebro muestra un embotellamiento en la selección de respuestas» cuando se le pide que realice varias tareas a la vez. El cerebro debe entonces decidir qué actividad es la más importante, por lo que requiere más tiempo. El psicólogo David Meyer, de la Universidad de Michigan, afirma que, en lugar de un «embotellamiento», el cerebro experimenta un «control ejecutivo adaptativo» es decir coloca las actividades por prioridades. Estos puntos de vista difieren en que, mientras que los embotellamientos intentan forzar muchos pensamientos a la vez través del cerebro, el control ejecutivo adaptativo prioriza las tareas para mantener una apariencia de orden. El cerebro comprende mejor este orden y, como creen psicólogos como el Dr. Meyer, puede por lo tanto ser entrenado para realizar múltiples tareas. No se sabe exactamente cómo el cerebro procesa la entrada y reacciona a la sobreestimulación.
Algunas investigaciones sugieren que el cerebro humano puede ser entrenado para realizar múltiples tareas. Un estudio publicado en Child Development por Monica Luciana, profesora asociada de psicología en la Universidad de Minnesota, descubrió que la capacidad del cerebro para clasificar la información continúa desarrollándose hasta los dieciséis y diecisiete años. Un estudio realizado por la Universidad de Vanderbilt encontró que la multitarea está limitada en gran medida por «la velocidad con la que nuestra corteza prefrontal procesa la información».[cita requerida] Paul E. Dux, coautor del estudio, cree que este proceso puede ser más rápido a través de una capacitación adecuada. El estudio capacitó a siete personas para realizar dos tareas simples, ya sea por separado o en conjunto, y realizó escaneos cerebrales de los participantes. Al principio, las personas realizaban múltiples tareas de forma deficiente pero, con entrenamiento podían realizar las tareas con destreza simultáneamente.
Las exploraciones cerebrales de los participantes indican que la corteza prefrontal aceleró su capacidad para procesar la información, lo que permite a los individuos realizar múltiples tareas de manera más eficiente. Sin embargo, el estudio también sugiere que el cerebro es incapaz de realizar múltiples tareas al mismo tiempo, incluso después de un entrenamiento extenso. Este estudio indica además que, si bien el cerebro puede convertirse en un experto en el procesamiento y la respuesta a cierta información, no puede realizar múltiples tareas.
Las personas tienen una capacidad limitada para retener información, que empeora cuando aumenta la cantidad de información. Por esta razón, las personas modifican la información para que sea más fácil de memorizar, como separar un número de teléfono de diez dígitos en tres grupos más pequeños o dividir el alfabeto en grupos de tres a cinco letras. George Miller, ex psicólogo de la Universidad de Harvard, cree que los límites de la capacidad del cerebro humano se centran en «el número siete, más o menos dos». Un ejemplo ilustrativo de esto es una prueba en la que una persona debe repetir los números leídos en voz alta. Mientras que dos o tres números se repiten fácilmente, quince números se vuelven más difíciles. La persona, en promedio, repetiría siete correctamente. Los cerebros solo son capaces de almacenar una cantidad limitada de información en sus memorias a corto plazo.
Los estudios de laboratorio de tareas múltiples indican que una de las motivaciones para cambiar de tarea es dedicar más tiempo a la tarea que produce la mayor recompensa (Payne, Duggan & Neth, 2007). Esta recompensa podría ser el progreso hacia un objetivo general de la tarea, o simplemente podría ser la oportunidad de perseguir una actividad más interesante o divertida. Payne, Duggan y Neth (2007) encontraron que las decisiones para cambiar de tarea reflejaban la recompensa proporcionada por la tarea actual o la disponibilidad de una oportunidad adecuada para cambiar (es decir, la finalización de un sub objetivo). Un estudio francés de resonancia magnética funcional publicado en 2010 indicó un apoyo preliminar a la hipótesis de que el cerebro puede alcanzar dos objetivos a la vez, uno para cada lóbulo frontal (en el área orientada a objetivos).

## Diferencias de sexo
Si bien la idea de que las mujeres son mejores en las multitarea que los hombres ha sido popular en los medios de comunicación y en el pensamiento convencional, hay muy poca información disponible para respaldar las afirmaciones de una verdadera diferencia sexual. La mayoría de los estudios que muestran diferencias sexuales tienden a encontrar que las diferencias son pequeñas e inconsistentes.
Se informó ampliamente de un estudio realizado por el psicólogo Keith Laws en la prensa que proporcionó la primera evidencia de superioridad femenina, la multitarea, aunque estuvo muy centrado en su muestra (240 personas que respondieron a los anuncios en línea y en West Yorkshire, Reino Unido, con un promedio de 27 años, y muestra controlada solo por sexo y edad, y no por antecedentes culturales y educación).
En otro estudio, se encontró que las mujeres tenían un rendimiento ligeramente mejor en la coordinación de una prueba primaria y una prueba secundaria, lo que apoya la idea de que las mujeres son mejores en la multitarea. Sin embargo, los autores concluyeron que sus pruebas pueden no reflejar la multitarea en la vida real y que se requirieron más investigaciones.
A la inversa, un estudio sueco encontró que los hombres superan a las mujeres en el manejo de múltiples tareas simultáneamente, y que la brecha de rendimiento estaba relacionada con el ciclo menstrual femenino.
Un estudio noruego de 2018 que simuló escenarios cotidianos en un videojuego, encontró que «ninguna de las medidas de multitarea (precisión, tiempo total, distancia total cubierta por el avatar, una puntuación de memoria prospectiva y una puntuación de manejo distractor) mostró diferencias de sexo».
Más recientemente, un nuevo estudio de conectividad cerebral de Penn Medicine, financiado en parte por los Institutos Nacionales de Salud Mental, publicado en las Actas de la Academia Nacional de Ciencias, encontró grandes diferencias en el cableado neuronal de hombres y mujeres que está llevando a los investigadores a creer en la creencia popular de que el sexo juega un papel en la habilidad multitarea. «Es más probable que los hombres aprendan mejor y realicen una sola tarea, como montar en bicicleta o navegar en direcciones, mientras que las mujeres tienen habilidades superiores de memoria y cognición social, lo que las hace más preparadas para realizar tareas múltiples y crear soluciones que funcionan para un grupo.
El texto completo del estudio se puede encontrar en el sitio web de PNAS. Sin embargo, este estudio ha sido ampliamente criticado porque las diferencias que se ven, fácilmente podrían haber sido causadas por un mayor movimiento de la cabeza [cita requerida]. Además, el vínculo entre los datos de DTI y el comportamiento del comportamiento es especulativo [cita requerida]. Es importante destacar que este estudio no contiene ninguna evidencia de ninguna superioridad en la multitarea en las mujeres.
Si bien no muchos estudios recientes tienen evidencia de superioridad femenina multitarea, ha habido intentos de producir explicaciones evolutivas para la creencia popular.
En 1992, Silverman y Eals crearon una hipótesis derivada de la hipótesis del cazador-recolector. Su hipótesis dice que la selección natural favoreció las habilidades relacionadas con la caza y dio lugar a una diferencia en el desempeño de la tarea para los géneros. Los hombres se enfocaron en una tarea, la caza, mientras que las mujeres eran recolectoras y cuidaban a los niños en casa. La idea es que, con el tiempo, hubo una fuerte selección de mujeres que podrían realizar múltiples tareas. Ya no tenemos una división laboral tan rígida, pero se cree que la selección natural que tuvo lugar en las sociedades primitivas hizo que las mujeres modernas tuvieran más multitareas.

## Comentario popular sobre la practicidad de la multitarea
Barry Schwartz ha notado que, dado el paisaje rico en medios de la era de Internet, es tentador adquirir el hábito de vivir en un mar constante de información con demasiadas opciones, lo que se ha observado que tiene un efecto negativo en la felicidad humana.
Los observadores de la juventud en la sociedad moderna a menudo comentan sobre las capacidades multitarea aparentemente avanzadas de las generaciones más jóvenes de seres humanos (Generación Y y Generación Z).[cita requerida] Si bien es cierto que los investigadores contemporáneos encuentran que los jóvenes en el mundo de hoy exhiben altos niveles de multitarea, la mayoría de los expertos creen que los miembros de la Generación Net no son mejores en multitarea que los miembros de las generaciones anteriores. Sin embargo, estudios recientes de Bardhi, Rohm y Sultan argumentan que la Generación Y está mejorando en medios multitareas. Esto es evidencia en el hecho de que están controlando la decisión a qué mensajes prestan atención o no. No obstante, si bien hay una gran cantidad de evidencia que muestra los efectos negativos de la multitarea en la cognición.